# Imperio (Oaxaca)
Imperio es una congregación del municipio de Santiago Yosondúa, ubicado en el distrito de Tlaxiaco, el cual forma parte de la región mixteca del estado mexicano de Oaxaca.

## Geografía
La localidad se ubica a 5.5 kilómetros (en dirección suroeste) de la localidad de Santiago Yosondúa, la cabecera y lugar más poblado del municipio. Se sitúa en las coordenadas geográficas 16°54′58″N 97°35′46″O / 16.916111, -97.596111, a una elevación de 2,302 metros sobre el nivel del mar.

## Demografía
Según el Conteo de Población y Vivienda 2020, efectuado por el Instituto Nacional de Estadística y Geografía, la localidad tiene 543 habitantes, de los cuales 265 son del sexo masculino y 278 del sexo femenino. Su tasa de fecundidad es de 3.53 hijos por mujer y tiene 192 viviendas particulares habitadas.
| Gráfica de evolución demográfica de Imperio entre 1940 y 2020 |
|                                                               |
| INEGI.                                                        |